# São João do Sul
São João do Sul es un municipio brasileño del estado de Santa Catarina. Tiene una población estimada al 2021 de 7 332 habitantes.

## Historia
Fundado por colonos en el Siglo XIX, primero alemanes, luego azorianos e italianos. Como pequeña aldea, en 1860 era llamada "Passo do Sertão".
En 1891, fue elevada a distrito de Araranguá, y se emancipó como municipio el 20 de diciembre de 1961 y adoptó el nombre actual.